# یخ‌زده (ترانه مدونا)
«یخ‌زده» (به انگلیسی: Frozen) تک‌آهنگی از هنرمند اهل ایالات متحده آمریکا مدونا است که در ۲۳ فوریه ۱۹۹۸ منتشر شد. این تک‌آهنگ در آلبوم پرتو نور (آلبوم) قرار داشت.